# Maksym Braharu
Maksym Ihorovych Braharu (en ucrainiano: Максим Ігорович Брагару; Reni, Ucrania, 21 de julio de 2002) es un futbolista ucraniano que juega de delantero en el F. C. Dinamo de Kiev de la Liga Premier de Ucrania.

## Trayectoria
Debutó con el F. C. Chornomorets Odessa el 17 de agosto de 2019.

## Estadísticas

### Clubes
Actualizado al último partido disputado el 24 de mayo de 2025.
| Club                                   | Div.          | Temporada     | Liga  | Liga  | Liga   | Copas nacionales | Copas nacionales | Copas nacionales | Copas internacionales | Copas internacionales | Copas internacionales | Total | Total | Total  |
| Club                                   | Div.          | Temporada     | Part. | Goles | Asist. | Part.            | Goles            | Asist.           | Part.                 | Goles                 | Asist.                | Part. | Goles | Asist. |
| -------------------------------------- | ------------- | ------------- | ----- | ----- | ------ | ---------------- | ---------------- | ---------------- | --------------------- | --------------------- | --------------------- | ----- | ----- | ------ |
| F. C. Chornomorets Odessa II · Ucrania | 3.ª           | 2019-20       | 5     | 0     | 0      | —                | —                | —                | —                     | —                     | —                     | 5     | 0     | 0      |
| F. C. Chornomorets Odessa II · Ucrania | Total club    | Total club    | 5     | 0     | 0      | 0                | 0                | 0                | 0                     | 0                     | 0                     | 5     | 0     | 0      |
| F. C. Chornomorets Odessa · Ucrania    | 2.ª           | 2019-20       | 15    | 2     | 0      | 0                | 0                | 0                | —                     | —                     | —                     | 15    | 2     | 0      |
| F. C. Chornomorets Odessa · Ucrania    | 2.ª           | 2020-21       | 23    | 4     | 0      | 2                | 0                | 0                | —                     | —                     | —                     | 23    | 4     | 0      |
| F. C. Chornomorets Odessa · Ucrania    | 2.ª           | 2021-22       | 14    | 0     | 0      | 2                | 1                | 0                | —                     | —                     | —                     | 16    | 1     | 0      |
| F. C. Chornomorets Odessa · Ucrania    | 2.ª           | 2022-23       | 29    | 2     | 0      | —                | —                | —                | —                     | —                     | —                     | 29    | 2     | 0      |
| F. C. Chornomorets Odessa · Ucrania    | 2.ª           | 2023-24       | 29    | 1     | 2      | 4                | 0                | 2                | —                     | —                     | —                     | 33    | 1     | 4      |
| F. C. Chornomorets Odessa · Ucrania    | Total club    | Total club    | 110   | 9     | 2      | 8                | 1                | 2                | 0                     | 0                     | 0                     | 118   | 10    | 4      |
| F. C. Dinamo de Kiev · Ucrania         | 1.ª           | 2024-25       | 15    | 1     | 0      | 2                | 0                | 0                | 7                     | 0                     | 0                     | 24    | 1     | 0      |
| F. C. Dinamo de Kiev · Ucrania         | Total club    | Total club    | 15    | 1     | 0      | 2                | 0                | 0                | 7                     | 0                     | 0                     | 24    | 1     | 0      |
| Total carrera                          | Total carrera | Total carrera | 130   | 10    | 2      | 10               | 1                | 2                | 7                     | 0                     | 0                     | 147   | 11    | 4      |